# Saint-Georges-Blancaneix
Saint-Georges-Blancaneix è un comune francese di 234 abitanti situato nel dipartimento della Dordogna nella regione della Nuova Aquitania.

## Società

### Evoluzione demografica
Abitanti censiti